# Erhan Aslan
Erhan Aslan (* 28. März 1992 in Malatya) ist ein türkischer Fußballtorwart.

## Karriere
Aslan begann seine Karriere bei Gebzespor und spielte anschließend für Karsspor, Elazığ Belediyespor, Bozüyükspor sowie Bergama Belediyespor. Seit 2013 ist er bei Tavşanlı Linyitspor unter Vertrag.

## Erfolge
Mit Menemen Belediyespor
- Play-off-Sieger der TFF 2. Lig und Aufstieg in die TFF 1. Lig: 2018/19